# Istenmezeje
Istenmezeje es un pueblo en el condado de Heves, Hungría.

## Historia
Istenmezeje aparece mencionado por primera vez en 1311 bajo el nombre de Istenmezejy. En 1477 pertenecía a la familia Olcsvári y, tras la muerte sin descendencia de Lőrinc Istenmezey en 1542, sus propiedades fueron heredadas por otros miembros masculinos de la familia. Entre 1546 y 1564 estuvo en manos de distintos nobles y, en 1623, pasó a la familia Hanvay. A mediados del siglo XVII se convirtió en una aldea curial exenta de impuestos.
En 1656 se produjo un litigio por su posesión, y hacia 1690 el rey Leopoldo la donó a György Farkas de Rumanová, quedando bajo dominio prolongado de la familia Farkas. En 1711, parte de la propiedad fue cedida por el obispo de Eger, a István Tarródy y Ferenc Zsebeházi. Durante el siglo XVIII, por enlaces matrimoniales, también adquirieron tierras en el lugar las familias Luka, Beniczky, Brezovay, Csernus y Szabó.
Hacia 1760, los bosques de Istenmező y Szederkény-puszta fueron arrendados al comerciante griego Ferenc Zsuppan, de Eger, quien instaló una fábrica de carbón vegetal. A finales del siglo XVIII, el pueblo se hallaba principalmente en manos de los clanes Csernus, Luka y Szabó.
Además, en sus límites se encontró una diadema de bronce en el siglo XX.